# Canal de la Derecha del Ebro

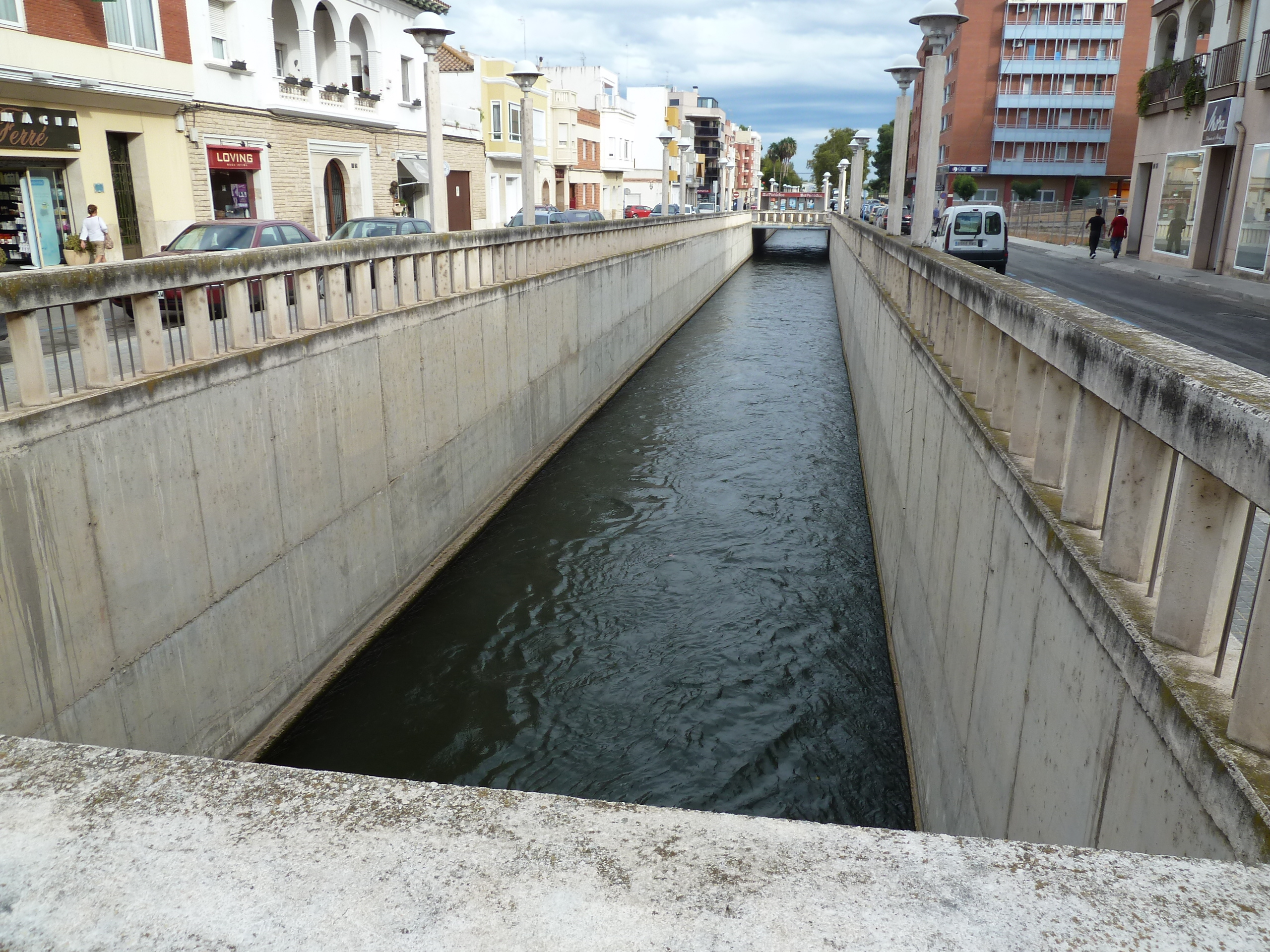
El canal a su paso por Amposta.

El canal de la Derecha del Ebro (en catalán: Canal de la Dreta de l'Ebre) es una infraestructura hidráulica destinada al riego, inaugurado en 1857, que lleva agua del río Ebro desde el azud de Cherta a los campos de huerta (especialmente de cítricos: naranjas limoneras y limones naranjeros) y a los extensos arrozales de la parte derecha del Delta del Ebro. Estas zonas se encuentran ubicadas en distintos términos municipales de las comarcas catalanas del Bajo Ebro y del Montsiá. El canal tiene una capacidad aproximada de 30 metros cúbicos por segundo, con una longitud de 52 km, ocho acequias principales, con 49km. de longitud total y riega una superficie de 12.096 ha, el 85% de las cuales se dedican al cultivo del arroz.

## Localización
Esta infraestructura se encuentra ubicada en el último tramo del margen derecho del río Ebro. Su punto de inicio es el Azud de Cherta, situada a unos 15 km río arriba de la ciudad de Tortosa y a unos 3 km de la villa de Cherta. Después de recorrer unos 55 km, cruzando en su curso la ciudad de Amposta, finaliza su recorrido en la localidad de San Jaime de Enveja. La longitud total de la red de riego del canal es superior a los 300 km.